# Штепенко Олександр Павлович
Олекса́ндр Па́влович Штепе́нко (1904—1972) — полковник авіації, Герой Радянського Союзу (1942).

## Життєпис
Народився 1904 року в селі Великомихайлівка — нині Покровського району Дніпропетровської області. Закінчив 7-річну школу, разом з батьком займався покрівельними роботами на висотних будовах, перекривали дзвіниці.
1926-го поступає на службу до ВМС СРСР. 1927 року закінчує електромінну школу за спеціальністю «радист», до 1933-го служив в авіаційній частині у Севастополі.
Працював старшим радіотехніком в НДІ проблем Півночі, від 1933 року з власної ініціативи влаштувався на роботу в Управління Полярної авіації та відправлений на рік в експедицію у Тіксі — для освоєння моря Лаптєвих, штурман літака, екіпаж Дорньє Валь «СРСР Н-8» Павла Георгійовича Головіна. Від 1935 року — штурман корабля Єнісейської авіагрупи, Головне управління Північного морського шляху. Літав на «Дорньє Валь» та Р-6 в екіпажах Павла Головіна, Михайла Козлова, Івана Черевичного. Як штурман на літаку ТБ-1 брав участь в першій зимовій трансарктичній повітряній експедиції по обльоту полярних станцій усього північного узбережжя СРСР. Під час експедиції було подолано 23000 кілометрів, здійснено 47 приземлень. Протягом 1937—1938 років на «Sikorsky S-43» «СРСР-207» Олексія Граціанського брав участь у пошуках зниклого екіпажу С. О. Леваневського. Від 1938 року в складі екіпажу Михайла Козлова здійснював льодові розвідки в Карському морі — за ці роботи був нагороджений орденом Трудового Червоного Прапора.
1939 року закінчує Курси вищої підготовки штурманів при військово-повітряній інженерній академії.
Учасник радянсько-фінської війни, здійснив 15 вильотів на бомбардування військових об'єктів противника, за що відзначений орденом Червоного Прапора.
Початок нацистсько-радянської війни зустрів в повітрі під час польоту на льодову розвідку в Карському морі у складі екіпажу Михайла Водоп'янова. Після звістки екіпаж відлітає до Москви та скеровується в полк дальніх бомбардувальників, що саме формувався. З липня 1941 року перебував на фронтах нацистсько-радянської війни, майор, штурман ескадрильї 746-го авіаційного полку, 81-ша далекобомбардувальна авіаційна дивізія. У серпні 1941 року в складі екіпажу Водоп'янова був флагштурманом одного із нальотів радянських бомбардувальників на Берлін. Стартувавши з фронтового аеродрому, група бомбардувальників вийшла точно на Берлін та здійснила удар по об'єктах. Під час одного із бойових вильотів осені 1941 року Олександр Штепенко здійснив надзвичайно точне скидання бомб — при сильному боковому вітрі 10 бомб потрапили по всій довжині ешелону з набоями, що рухався.
За 12 успішних бойових вильотів 20 лютого 1942-го нагороджений другим орденом Червоного Прапора, 22 квітня 1942-го — за наступні 16 результативних нічних вильотів у складі майора С. О. Асямова — представлений до звання Героя Радянського Союзу (присвоєне 20 липня 1942 року).
Штурман ескадрильї 746-го авіаційного полку, до кінця квітня 1942 року на літаку Пе-8 здійснив 28 бойових вильотів — на бомбардування об'єктів в глибокому тилу противника, зокрема, на Берлін та Кенігсберг; в бойових вильотах двічі зазнавав поранень.
Травнем 1942 року був штурманом — командир екіпажу майор Пуусепп Ендель Карлович, другий пілот — капітан Обухов Василь Михайлович, другий штурман — капітан Романов Сергій Михайлович, на бомбардувальнику ТБ-7 здійснювали виконання урядового завдання по доставці радянської делегації — на чолі з наркомом Молотовим — у Велику Британію та США; пролітали через територію Третього Рейху, Північне море, Атлантику, здійснюючи проміжні зупинки в Шотландії, Ісландії та Канаді. 31 грудня 1942 року нагороджений орденом Вітчизняної війни 1-го ступеня.
Загалом за час війни Олександр Штепенко здійснив на Пе-8 78 успішних бойових вильотів. Від червня 1943 року та до кінця війни перебував на посаді старшого помічника начальника інспекції 18-ї повітряної армії по штурманській службі; навчав штурманів, розробляв програми по їх навчанню
Після закінчення війни продовжував службу в ВПС СРСР. В березні — травні 1948 року брав участь в високоширотній повітряній експедиції «Північ-2». З 1955 року перебував у запасі.
Помер 1972 року в Москві.
Вийшли друком його мемуари «На бомбардувальнику далекої дії» та «Особливе завдання».

## Нагороди
- Герой Радянського Союзу
- 3 ордени Леніна
- 3 ордени Червоного Прапора
- орден Трудового Червоного Прапора
- орден Олександра Невського
- орден Вітчизняної війни 1 ступеня
- орден Червоної Зірки
- медаль «За трудову відзнаку» (1939)

## Вшанування
- у Великій Михайлівці його іменем названо вулицю
- на будівлі школи, котру закінчив Олександр Штепенко, встановлено меморіальну дошку на його честь.